# 藤ヶ崎矢子
YAKO（ヤコ、1997年5月8日 - ）は、日本の女子プロレスラー。本名（旧姓）及び旧リングネームは藤ヶ崎 矢子（ふじがさき やこ）。

## 所属
- JWP女子プロレス（2013年 - 2017年）
- PURE-J女子プロレス（2017年 - 2019年）
- フリー（2019年 - 2021年）
- AlmaLibre（2021年 - ）

## 来歴・戦歴
2012年
- 11月25日、JWP新人オーディション合格[1]。

2013年
- 4月、中学卒業に合わせて入寮[2]。
- 6月11日、プロテスト合格[3]。
- 8月11日、板橋グリーンホール大会でライディーン鋼とエキシビション[4]。
- 8月18日、後楽園ホール大会におけるラビット美兎戦でデビューするが、ダイビング・ボディプレスを喰らい敗れる[5]。
- 8月25日、初の道場マッチでラビット美兎と組み、勝愛実&ライディーン鋼組と対戦するが、鋼のフロッグスプラッシュに屈する[6]。
- 9月8日、初の他団体としてプロレスリングWAVE新木場1stRING大会に参戦。下野佐和子（OSAKA女子）とシングルで対戦するが、雷電ドロップに沈む[7]。
- 9月16日、板橋大会でコマンド・ボリショイと初シングルも変形バックブリーカーに屈する[8]。
- 9月22日、横浜ラジアントホール大会における「JWPジュニアvsアイスリボン対抗戦」6人タッグとして勝愛実&ライディーン鋼と組み、志田光&星ハム子&内藤メアリ組と対戦するが、志田のブレーンバスターで敗れる[9]。
- 9月29日
昼の道場マッチで中森華子と組み、Leon&ラビット美兎組とザ☆WANTED!?式ハンディキャップマッチ（Leon組は1フォールカウントで負け）で対戦、中森がジャックナイフを切り返してLeonを丸め込む[10]。
夜はディアナ初参戦。ラゾーナ川崎プラザソル大会で唯我とシングルで対戦も、逆エビ固めを決められギブアップ[11]。
- 10月4日、八王子市学園都市センター大会にて春山香代子&Leonと組み、中森華子&倉垣翼&ジャガー横田（ディアナ）組と対戦するが、中森のフィッシャーマンズスープレックスホールドに屈する[12]。
- 10月13日、板橋大会にて「JWPvsアイスリボン対抗戦」としてライディーン鋼と組み、世羅りさ&つくし組と対戦するが、鋼がつくしのハルカゼを受けて敗れる[13]。
- 10月14日、新宿FACE大会にてラビット美兎&つくしと組み、阿部幸江&KAZUKI&ライディーン鋼組と対戦するが、鋼のフロッグスプラッシュで敗れる[14]。
- 10月27日、道場マッチにて阿部幸江とシングルで対戦するが、旋回式ダイビング・ボディー・プレスからの片エビ固めで敗れる[15]。
- 11月10日、浅草花やしき大会にて、中森華子と組み、つくし&小林香萌（WNC）組と対戦、つくしのミサイルキックで敗れる[16]。
- 11月16日、アイスリボン初参戦。道場マッチで同い年のつくしとシングルで対戦も、ミサイルキックで敗れる[17]。
- 11月17日、道場マッチにて阿部幸江と組んで、KAZUKI&ライディーン鋼組と対戦も、KAZUKIのSTFに屈する[18]。試合後、阿部の付き人になることが決まった[19]。
- 11月20日、WAVE新木場大会での6人タッグトーナメントに卜部夏紀（現：夏すみれ）、山下りな（OSAKA女子）との同期新人トリオでエントリー[20]。当日抽選の結果、桜花由美&華名&志田光組との3本勝負となったが、2本連続で取られて初戦敗退[21]。
- 11月24日、道頓堀アリーナ大会にてライディーン鋼と初シングルも、フロッグスプラッシュで敗れる[22]。
- 12月1日、浅草花やしき大会にて、華名と初シングルもフェースロックに屈する。続いてコマンドボリショイ&春山香代子と組み、中島安里紗&Leon&Rayと6人タッグ、しかし中島にフォールされる[23]。
- 12月15日、後楽園大会で「JWP vs WAVEキャプテンフォール6人タッグマッチ」（コマンド・ボリショイ、春山香代子、矢子 vs GAMI、桜花由美、卜部夏紀）に出場、1本目で桜花にカカト落としからエビ固めでフォールされるも、2本目でボリショイが卜部、最後は春山がキャプテンGAMIをフォールし勝利[24]。

2014年
- 1月5日、板橋大会で阿部幸江との師弟コンビでタッグリーグ・ザ・ベストにエントリーし、その初戦で春山香代子&勝愛実のスプリング☆ビクトリーと対戦するが、勝のブロックバスターからの片エビ固めで敗れる[25]
- 1月19日、新木場大会でライディーン鋼とシングルもカナディアン・バックブリーカーで敗れる[26]。
- 1月26日、ラゾーナ川崎プラザソル大会でSareee（ディアナ）と対戦、変形鎌固めで敗れる[27]。
- 2月1日、LLPW-Xイーアスつくば大会でJWP提供試合で勝愛実とシングルで対戦も、リバーズスプラッシュで敗れる[28]
- 2月2日
昼の道場マッチにて2日連続で勝愛実とシングルも、セカンドロープからのリバース・スプラッシュで敗戦[29]。
夜はWAVEの若手中心ブランド「YOUNG OH! OH! 9」レッスル武闘館大会にてつくし、当大会終身名誉顧問のチェリー（ユニオン）と3WAYも、春夜恋で敗れる[30]。
- 2月9日、浅草花やしき大会でタッグリーグ・ザ・ベスト公式戦として中森華子&井上貴子と対戦、中森のディスティニーハンマーで敗れる[31]。
- 2月21日、ディアナ川崎大会、ラビット美兎と組み、Sareee&小林香萌と対戦するが、Sareeeのミサイルキックでを受けフォールされる[32]。
- 2月23日、道頓堀アリーナ大会でタッグリーグ・ザ・ベスト公式戦としてLeon&Rayと対戦、Leonのマッド・スプラッシュで敗れ初のタッグリーグ戦は全敗で終わった[33]。
- 3月2日、浅草花やしき大会でタッグパートナーの阿部幸江とシングル、旋回式ボディープレスで敗れる[34]。
- 3月16日、板橋大会で春山香代子とシングル、フェースバスターで敗れる[35]。当初、相手はRayと発表されていたが[36]、勝愛実の負傷でスプリング☆ビクトリーが決勝戦を棄権し、マスカラ・ボラドーラスが繰り上がったため[37]、変更された。
- 3月20日、レッスル武闘館で行われた若手向けブランド「青春・無限大パワー!!」でLeonと対戦するが、テキサスクローバーホールドにギブアップ[38]。
- 3月23日、ディアナ川崎大会、前回参戦時に対戦したSareee&小林香萌と組み、チェリー&ジェシカ・ジェームスとハンディキャップマッチ（イーヴィーが練習中の怪我のため欠場しハンディキャップマッチに変更された）、しかしチェリーの春夜恋に屈する[39]。
- 4月6日、昼の花やしき大会でライディーン鋼とシングルもフロッグ・スプラッシュで敗れる[40]。夜のディアナ川崎大会ではライラ・ロッジと対戦するが、ランニング・パワースラムに屈する[41]。
- 4月20日、後楽園大会で林結愛のデビュー戦の相手となるが、2分52秒に腕ひしぎ十字固めに屈する[42]。
- 5月3日、板橋3DAYS祭り1日目でLeonとシングルで対戦も、スピアーで敗れる[43]。
- 5月4日、板橋2日目でライディーン鋼&林結愛と組み、KAZUKI&Leon&中森華子と対戦するが、華子の右ハイキックでフォールされる[44]。
- 5月5日、板橋3日目でライディーン鋼と組み、春山香代子&勝愛実と対戦するが、勝のオレンジ・ブロッサムで敗れる[45]。
- 5月25日、花やしき大会で林結愛と再戦、しかし丸めこまれる[46]。
- 6月1日、練習中に膝を負傷したためこの日の道場マッチを欠場[47]。
- 6月29日、花やしき大会の勝愛実戦で復帰、しかしダイビングエルボードロップで敗れる[48]。
- 7月6日、大阪・淀川区民センター大会でライディーン鋼と組み、勝愛実&林結愛と対戦も勝のイナズマ・バスターで敗れる[49]。
- 8月14日、アイスリボン主催「Teens&ジュニア夏祭り」にて、235&藤田あかねと組み、阿部幸江&チェリー&内藤メアリ組と対戦するが、235がチェリートーンボムに屈する[50]。
- 8月17日、後楽園大会で「JWP vs ZABUNジュニア6人タッグマッチ」（ライディーン鋼&藤ヶ崎矢子&林結愛 vs フェアリー日本橋&山下りな&夏すみれ）に挑み、フェアリーからダイビングボディープレス→片エビ固めで初の直接勝利を挙げる。直後の試合でJWPジュニア王座を奪回したラビット美兎に挑戦を申し込み、24日の浅草でタイトルマッチが決まった[51]。
- 8月24日、浅草大会でJWPジュニア王座に挑戦するが、ジャーマンスープレックスホールドで敗れる[52]。
- 2016年より同期である夏すみれにブス呼ばわりされ「かわいさは正義」と公言する夏と抗争に発展。「ビジュアルハンター」と称し自分の事を可愛いと思っている女子レスラーを先輩後輩関係なく指名して成敗するシリーズ「ビジュアルハンター矢子の仁義なき戦い」を行うようになり松本都、フェアリー日本橋、白姫美叶、あきば栞、中野たむ、Sareee、チェリーなどを相手にシングルマッチを行っている。2017年3月からは女優兼業を掲げるBeginning勢を標的にしており、3月8日に万喜なつみを撃破。4月のJWP最終興業で安納サオリを撃破。一方で高瀬みゆきに対しては「すっぴんが全然違う」と挑戦を一蹴している[53]。

2019年
- 家庭の事情により、5月5日PURE-J板橋大会を最後に長期休業に入る[54]。
- 8月31日、PURE-Jを退団[55]。
- 10月29日、J STAGE新木場大会に参戦。これが復帰戦となった。
- 11月10日、プロレスラーの清水来人からリング上で公開プロポーズを受ける。
- 12月25日、清水来人と入籍[56]。

## 得意技
- 旋回式ダイビングボディプレス

## タイトル歴
- JWP認定ジュニア&POP王座

## 人物
- 目標とする選手はオーディション時は米山香織だったが、プロテストまでに米山はJWPを退団したため、現在はモーリーを挙げている[1][3]。
- 幼少時に母親とプロレス観戦に来ていた時、井上貴子に抱きかかえられ「おっきくなったらプロレスラーになるんだよ」と言われた。